# No Limit (2 Unlimited)
No Limit is de grootste wereldwijde hit van de Nederlands-Belgische eurodancegroep 2 Unlimited. Het nummer werd destijds gezien als de ultieme houseplaat en stond in meer dan 35 landen op nummer 1.

## Achtergrond
De single was de eerste afkomstig van het album No Limits. Het is een van 's werelds bekendste dancenummers. Destijds werden wereldwijd meer dan 2,8 miljoen exemplaren van de single verkocht. No Limit is de enige single van het eurodance duo dat de nummer-1 positie in het Verenigd Koninkrijk wist te bereiken.
Hoewel 2 Unlimited in de Nederlandse Top 40 nog twee andere nummer 1-hits had, stond No Limit zowel het langst op 1 evenals het langst genoteerd. Uiteindelijk was het de meest verkochte single van Europa van 1993. Het nummer belandt op de derde plaats in de Top 40 jaarlijst 1993, die overigens geen weerspiegeling is van het aantal verkochte exemplaren van singles. Deze lijst is, in tegenstelling tot de reguliere weeklijst destijds, samengesteld op basis van het aantal behaalde punten gedurende de chartrun. In de Nederlandse verkoop-Top 100 van 1993 staat de single op de tweede plaats.
Na het mislukken van het tweede 2 Unlimited-project is No Limit meermalig geremixt. Tien jaar na het uitkomen van het origineel, in 2003, werd de remix-single No Limit 2.3 uitgebracht. De hoofdmix was gemaakt door het Duitse trio Master Blaster. Deze single stond zeven weken genoteerd in de Duitse single-charts en behaalde positie 41. Er kwam ook een cover door De Smurfen.

## Single-tracks
1. No Limit (Rap Version) – 3:28
2. No Limit (Extended) – 5:40
3. No Limit (Extended Rap) – 5:54
4. No Limit (Rio & Le Jean Remix) – 4:56
5. No Limit (Automatic Remix) – 4:58
6. No Limit (Automatic Breakbeat Remix) – 4:46

## Trivia
Omdat het platenlabel dat No Limit in het Verenigd Koninkrijk uitbracht niet gecharmeerd was van Ray Slijngaards rappartijen werd No Limit in het VK zonder zijn rap-partijen uitgebracht. Bij televisieoptredens in het VK deed Slijngaard daarom alsof hij synthesizer speelde.
Rond 2006 werd het nummer gebruikt in een Mentos-televisiereclame, waarin vogels de melodie tjilpen.
Begin 2014 werd het nummer gebruikt in een Heineken-reclame.
De videoclip is gemaakt rond de elektromechanische flipperkast "Ten Stars" uit 1976 van de Italiaanse fabrikant Zaccaria.
Professioneel darter Chris Dobey gebruikt het nummer als opkomstnummer.

## Hitnotering
In de Top 40 stond No Limit vijf weken op de eerste plaats; in de Mega Top 50 zakte het na 1 week terug naar nummer 2. Een week later steeg het terug naar de hoogste positie. In totaal heeft het zes weken op nummer 1 gestaan.

### Nederlandse Top 40
| Hitnotering: 06-02-1993 t/m 29-05-1993 | Hitnotering: 06-02-1993 t/m 29-05-1993 | Hitnotering: 06-02-1993 t/m 29-05-1993 | Hitnotering: 06-02-1993 t/m 29-05-1993 | Hitnotering: 06-02-1993 t/m 29-05-1993 | Hitnotering: 06-02-1993 t/m 29-05-1993 | Hitnotering: 06-02-1993 t/m 29-05-1993 | Hitnotering: 06-02-1993 t/m 29-05-1993 | Hitnotering: 06-02-1993 t/m 29-05-1993 | Hitnotering: 06-02-1993 t/m 29-05-1993 | Hitnotering: 06-02-1993 t/m 29-05-1993 | Hitnotering: 06-02-1993 t/m 29-05-1993 | Hitnotering: 06-02-1993 t/m 29-05-1993 | Hitnotering: 06-02-1993 t/m 29-05-1993 | Hitnotering: 06-02-1993 t/m 29-05-1993 | Hitnotering: 06-02-1993 t/m 29-05-1993 | Hitnotering: 06-02-1993 t/m 29-05-1993 | Hitnotering: 06-02-1993 t/m 29-05-1993 | Hitnotering: 06-02-1993 t/m 29-05-1993 |
| Week                                   | 1                                      | 2                                      | 3                                      | 4                                      | 5                                      | 6                                      | 7                                      | 8                                      | 9                                      | 10                                     | 11                                     | 12                                     | 13                                     | 14                                     | 15                                     | 16                                     | 17                                     |                                        |
| -------------------------------------- | -------------------------------------- | -------------------------------------- | -------------------------------------- | -------------------------------------- | -------------------------------------- | -------------------------------------- | -------------------------------------- | -------------------------------------- | -------------------------------------- | -------------------------------------- | -------------------------------------- | -------------------------------------- | -------------------------------------- | -------------------------------------- | -------------------------------------- | -------------------------------------- | -------------------------------------- | -------------------------------------- |
| Nummer                                 | 18                                     | 7                                      | 2                                      | 2                                      | 1                                      | 1                                      | 1                                      | 1                                      | 1                                      | 2                                      | 3                                      | 5                                      | 6                                      | 7                                      | 12                                     | 18                                     | 35                                     | uit                                    |

### Nationale Top 100/Mega Top 50
| Hitnotering: 23-01-1993 t/m 12-06-1993 | Hitnotering: 23-01-1993 t/m 12-06-1993 | Hitnotering: 23-01-1993 t/m 12-06-1993 | Hitnotering: 23-01-1993 t/m 12-06-1993 | Hitnotering: 23-01-1993 t/m 12-06-1993 | Hitnotering: 23-01-1993 t/m 12-06-1993 | Hitnotering: 23-01-1993 t/m 12-06-1993 | Hitnotering: 23-01-1993 t/m 12-06-1993 | Hitnotering: 23-01-1993 t/m 12-06-1993 | Hitnotering: 23-01-1993 t/m 12-06-1993 | Hitnotering: 23-01-1993 t/m 12-06-1993 | Hitnotering: 23-01-1993 t/m 12-06-1993 | Hitnotering: 23-01-1993 t/m 12-06-1993 | Hitnotering: 23-01-1993 t/m 12-06-1993 | Hitnotering: 23-01-1993 t/m 12-06-1993 | Hitnotering: 23-01-1993 t/m 12-06-1993 | Hitnotering: 23-01-1993 t/m 12-06-1993 | Hitnotering: 23-01-1993 t/m 12-06-1993 | Hitnotering: 23-01-1993 t/m 12-06-1993 | Hitnotering: 23-01-1993 t/m 12-06-1993 | Hitnotering: 23-01-1993 t/m 12-06-1993 | Hitnotering: 23-01-1993 t/m 12-06-1993 | Hitnotering: 23-01-1993 t/m 12-06-1993 |
| Week                                   | 1                                      | 2                                      | 3                                      | 4                                      | 5                                      | 6                                      | 7                                      | 8                                      | 9                                      | 10                                     | 11                                     | 12                                     | 13                                     | 14                                     | 15                                     | 16                                     | 17                                     | 18                                     | 19                                     | 20                                     | 21                                     |                                        |
| -------------------------------------- | -------------------------------------- | -------------------------------------- | -------------------------------------- | -------------------------------------- | -------------------------------------- | -------------------------------------- | -------------------------------------- | -------------------------------------- | -------------------------------------- | -------------------------------------- | -------------------------------------- | -------------------------------------- | -------------------------------------- | -------------------------------------- | -------------------------------------- | -------------------------------------- | -------------------------------------- | -------------------------------------- | -------------------------------------- | -------------------------------------- | -------------------------------------- | -------------------------------------- |
| Nummer                                 | 83                                     | 43                                     | 6                                      | 1                                      | 2                                      | 1                                      | 1                                      | 1                                      | 1                                      | 1                                      | 2                                      | 3                                      | 3                                      | 5                                      | 6                                      | 7                                      | 11                                     | 12                                     | 15                                     | 24                                     | 33                                     | uit                                    |

### NPO Radio 2 Top 2000
| Nummer met noteringen in de NPO Radio 2 Top 2000 | '15  | '16  | '17 | '18  | '19-'23 | '24  |
| ------------------------------------------------ | ---- | ---- | --- | ---- | ------- | ---- |
| No Limit                                         | 1024 | 1037 | 978 | 1691 | -       | 1901 |

1. ↑  Een '-' betekent dat het nummer niet was genoteerd en een vetgedrukt getal geeft de hoogste notering aan.
2. ↑  2015 was het eerste jaar met een notering voor dit nummer.